# Molotxna

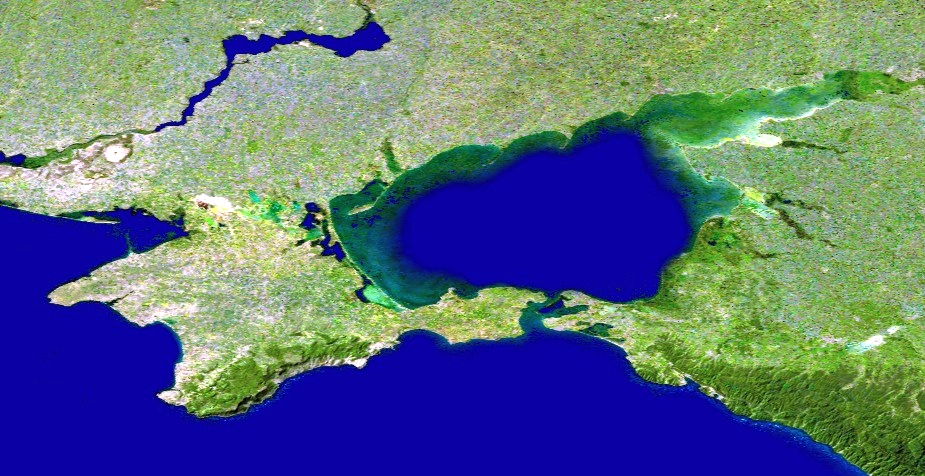
Imatge satèl·lit de la mar d'Azov i la península de Crimea on es pot apreciar lleument el traçat del Molotxna i el seu líman, al centre-esquerra, a la costa nord de la mar d'Azov.

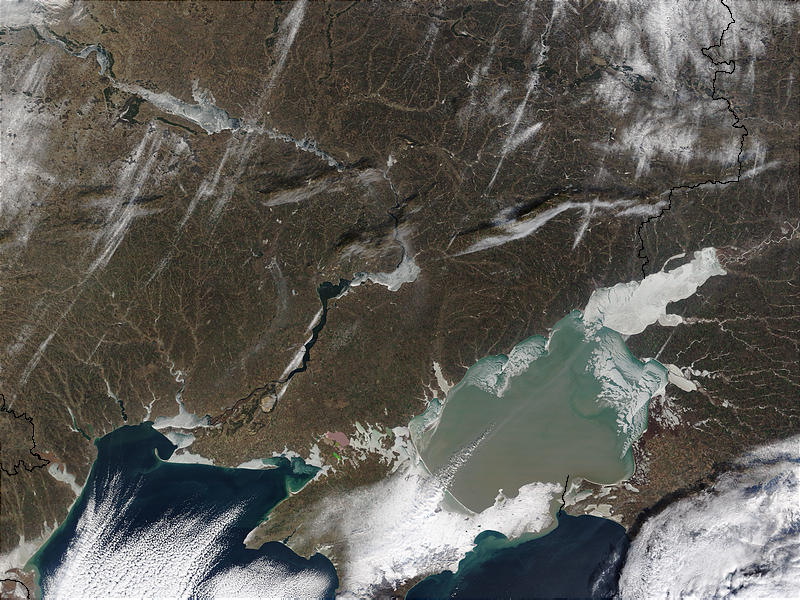
En aquesta imatge hivernal només es pot apreciar el líman del Molotxna congelat, que és el líman més gran dels tres que s'hi veuen a la costa nord ucraïnesa de la mar d'Azov.

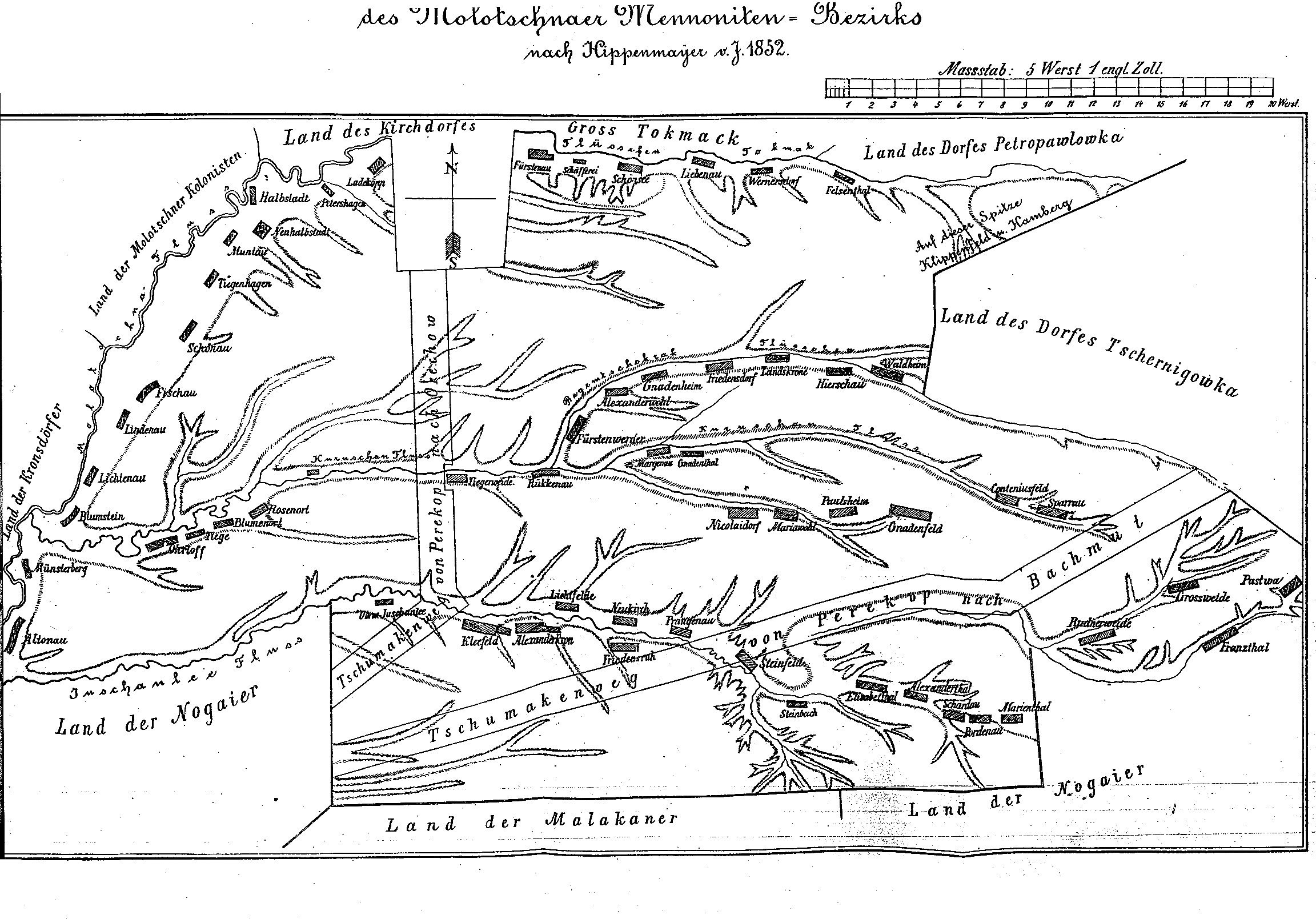
Mapa del 1852 de la colònia mennonita del Molotxna

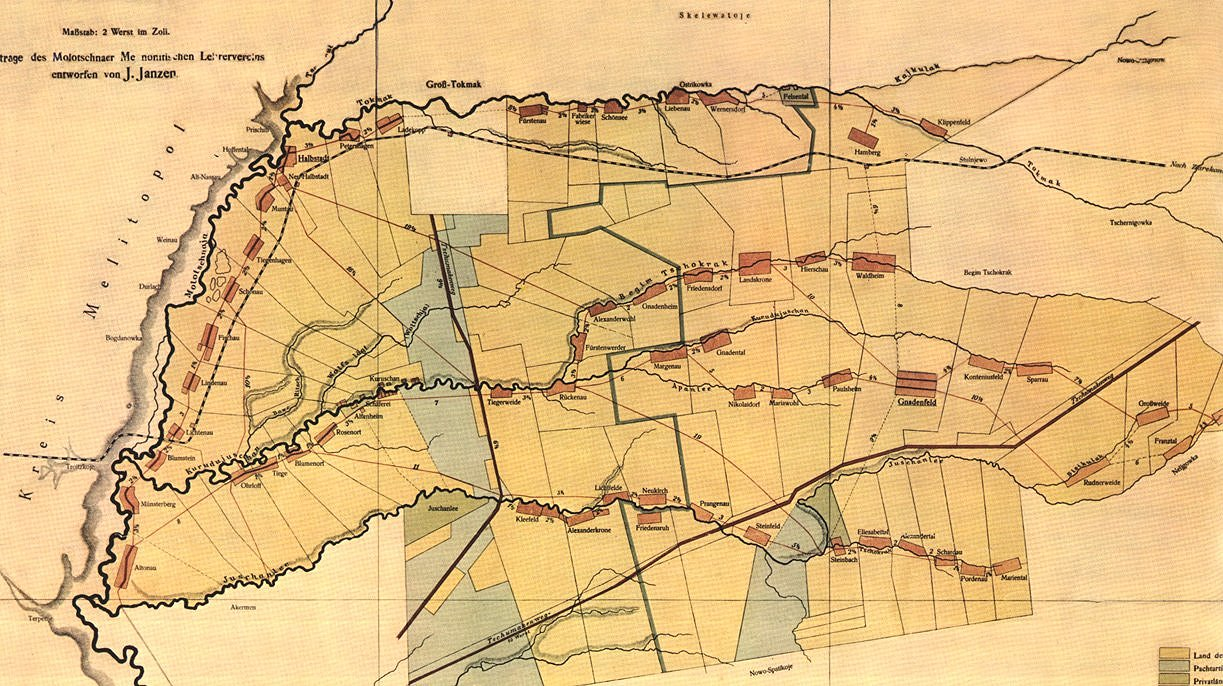
Un altre mapa, aquest del 1912, de l'assentament mennonita del Molotxa

El riu Molotxna (ucraïnès: Моло́чна, transcrit: Molotxna, que vol dir "lletosa", o sigui "riu lletós"; grec antic: Γέρρος ποταμός, Gerros) es troba a Ucraïna, a l'óblast o província de Zaporíjia. Neix a la regió històrica de Priazòvia o Priazívia (Приазов'я, també Приозів'я, "pre-Azov"), als alts de pre-Azov (Приазовська височина, Pryazovska vyssotxynà), a l'oest de la petita ciutat de Tokmok (Токмак), de la confluència del Txyngul i el Kurkulak, i desemboca al líman del Molotxna (Молочний лиман, Molotxnyi líman), d'uns 35 km de llarg i fins a 8 km d'ample) i d'allí a la mar d'Azov.
Té una llargada de 197 km i la seva conca hidrogràfica ocupa una superfície de 3450 km². Arriba a una amplada màxima d'uns 15 m i uns 2 m de fons. En general, la riba dreta és alta i rosta, mentre que la riba esquerra és baixa i plana. El cabal del riu varia molt, arribant a assecar-se en algunes seccions a l'estiu, mentre que a la tardor i a l'hivern sovint es desborda, i en hiverns molt fred pot arribar a congelar-se fins a la llera.

## Llocs i dades d'interès

### Kamianà Mohila
A 2 km del poble de Terpínnia al nord de la ciutat de Melytòpol s'hi troba una de les anomenades "Set Meravelles d'Ucraïna", l'àrea arqueològica i monument prehistòric de Kamianà Mohila (Кам'яна́ Моги́ла, literalment "Tomba de pedra"), proposada a la UNESCO com a Patrimoni de la Humanitat. Es tracta d'un paratge amb un tossal artificial de pedres que per la seva forma recorda els kurgan, les tombes dels escites, i envoltat per una gran quantitat de petroglifs de l'època del Mesolític o Neolític.

### Colònies Mennonites
A la ribera del Molotxna, l'Imperi Rus va reservar un territori perquè els mennonites alemanys de Prússia Occidental vingueren a fundar una colònia, que es diria la colònia mennonita del Molotxna (en alemany: Mennonitenansiedlung Molotschna). A cada colon li tocaven uns 71 hectàrees. Arribaren el 1804 i fundaren 57 pobles. Aquesta fou la segona colònia de mennonites alemanys a l'Imperi Rus i també fou la més gran. Els mennonites hi van viure fins que van ser deportats després de la Segona Guerra Mundial a Sibèria i Kirguizstan (aleshores la República Socialista Soviètica del Kirguizstan). L'actual ciutat de Molotxansk sorgeix de les colònies mennonites de Halbstadt i Neuhalbstadt.

### Parcs Naturals
La Reserva Forestal de Staroberdianske (Старобердянське лісництво) és una reserva d'estepa forestal a la riba del Molotxna.

## Poblacions a la vora del riu
- Molotxansk (Молочанськ), ciutat
- Starobohdànivka (Старобогданівка)
- Troïtske (Троїцьке)
- Terpínnia (Терпіння)
- Novopylypivka (Новопилипівка)
- Tambovka (Тамбовка)
- Semenivka (Семенівка)
- Melitòpol (Меліто́поль), ciutat
- Voznessenska (Вознесенка)
- Kostiantýnivka (Костянтинівка)
- Mordvynivka (Мордвинівка)

## Afluents
De la riba esquerra, que s'assequen a l'estiu:
- Krulxan (Крульшан)
- Iuixanly (Юшанли)
- Arat (Арат)

De la riba dreta, dues rierols que passen per Melitòpol:
- Kiziiàrskyi (Кізіярський)
- Pisxana (Піщана)